# Charles Labelye

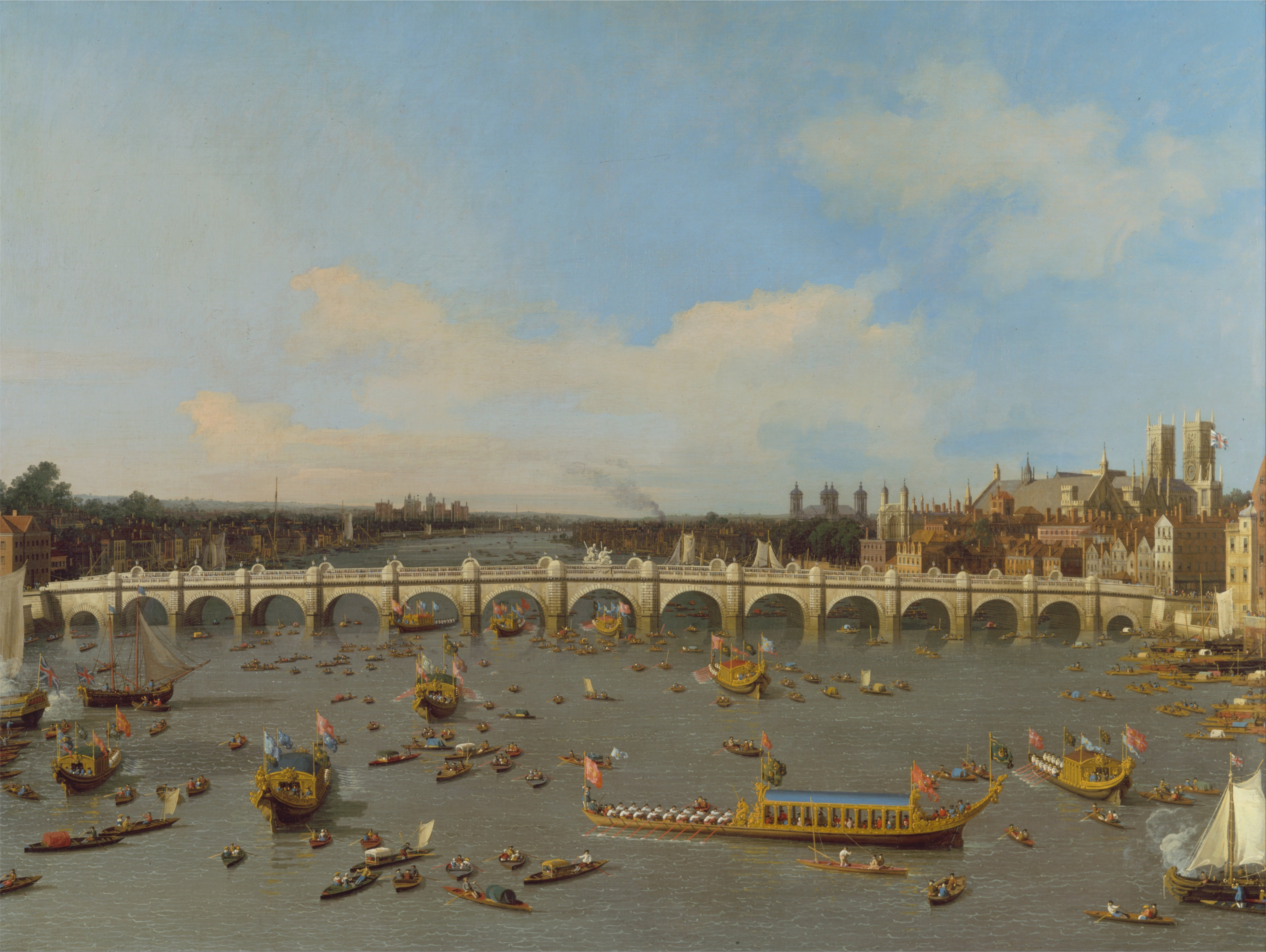
Die alte Westminster Bridge, Gemälde von Canaletto 1746

Charles Labelye (* August 1705 in Vevey; † 1762 in Paris) war ein Schweizer Bauingenieur. Er wirkte in England und war dort Baumeister und Architekt der ersten Westminster Bridge.

## Leben und Werk
Labelye wurde am 12. August 1705 in Vevey getauft als Sohn von François Dangeau, Sieur de La Bélye, und Elisabeth, geborene Grammont. Sein Vater hatte als Hugenotte wegen religiöser Verfolgung Frankreich verlassen. Er soll mit dem unter Ludwig XIV einflussreichen Marquis de Dangeau verwandt gewesen sein. Labelye kam um 1720 oder 1725 nach England, denn in seinem Bericht über die Westminster Bridge schrieb er 1739, dass er vor dem Alter von 20 Jahren kein Wort Englisch gehört habe. An anderer Stelle schrieb er, dass er schon seit 1720 in England war. In London bewegte er sich in Hugenotten- und Freimaurerkreisen (Mitglied einer französischen Loge ab 1725) und war mit J. T. Desaguliers (1683–1744) bekannt, mit dem er sich 1735 über Bewegungsgleichungen austauschte, was Eingang in den Course of Experimental Physics (1745) von Desagulier fand. Er besuchte die Niederlande, war aber 1728 wieder in London und verfertigte Karten der Themse, mit denen er Befürworter der Westminster Bridge 1734 versorgte. Seine hydrodynamischen Berechnungen fanden auch Eingang in einen Vorschlag für eine Steinbrücke über die Themse in Westminster von Nicholas Hawksmoor (1661–1736). Das war der erste wissenschaftlich untermauerte Beitrag über Brückenbau in England. In einer Karte der The Downs von 1736 bezeichnete er sich als Ingenieur und Mathematiklehrer der Royal Navy.
1736 wurde der Bau der Westminster Bridge durch Parlamentsakt beschlossen und Labelye, der 1737 einer von fünf Personen war, der die Brückenbaukommission, in der Pembroke besonders aktiv war, mit Karten der Themse versorgte, wurde 1738 der Ingenieur der Brücke mit Unterstützung des Henry Herbert, Earl of Pembroke, der 1739 den Grundstein legte und auch an der Architektur der Brücke beteiligt war. Sein jährliches Gehalt Betrug 100 Pfund. Die Wahl eines Ausländers sorgte dabei für erhebliche Kritik von seinen Rivalen, darunter Batty Langley (1696–1751). Labelye war ursprünglich nur mit dem Pfeilerbau beauftragt, aber 1740 wurde auch eine modifizierte Version seines Bogenentwurfs übernommen. Die Brücke hatte fünfzehn Bögen und vierzehn Pfeiler. Der Bau dauerte von 1738 (erste Pfähle für die Gründung) bis zur Eröffnung im November 1750 aufgrund von zahlreichen Verzögerungen. Er wurde von der Öffentlichkeit und von Konkurrenten wie Batty Langley teilweise hart kritisiert, insbesondere nachdem 1746 Risse aufgrund von Setzungen auftraten, was zusammen mit der Bauaufsicht auch in kalten Wintertagen seiner Gesundheit abträglich war (Asthma). Die Brücke wurde durch eine 1854 bis 1862 gebaute neue Brücke ersetzt.
Labelye veröffentlichte 1739 einen Bericht über die Brücke (A short account of the methods made use of in laying the foundation of the piers of Westminster Bridge), neu aufgelegt in erweiterter Form 1751.
Beim Bau der Westminster Bridge wurden erstmals beim Brückenbau Caissons für die Herstellung der Pfeilerfundamente eingesetzt. Sie wurden an Land aus Holz errichtet und eingeschwommen. Er war zwar nicht der Erfinder der Methode, setzte sie aber erstmals in großem Maßstab ein. Die ursprüngliche Absicht von Labelye, die Caissons auf Pfahlgründungen aufzusetzen, wurde aus Kostengründen nicht realisiert, mit Folgen für die Stabilität (Setzungen). 1746 war die Brücke praktisch fertig, es gab aber Risse in einem der Brückenbögen, so dass sich die Eröffnung bis 1750 verzögerte. Labelye erhielt nach Ende der Bauarbeiten 2000 Pfund und wurde weiter für 150 Pfund pro Jahr als Ingenieur verwendet.
Von ihm stammt auch die Brentford Bridge über die Themse (1740 bis 1742) und von ihm stammten Pläne (1746) zur Erneuerung der London Bridge, die aber nicht umgesetzt wurden. Er war auch im Wasserbau und Hafenbau aktiv mit (nicht umgesetzten) Vorschlägen (Sandwich, Great Yarmouth, Sunderland). Ein weiterer seiner Protegés war John Russell, 4. Duke of Bedford, der ihn mit einem Bericht über die Entwässerung der Fens beauftragte, der 1745 erschien (The Result of a View of the Great Level of the Fens).
1746 wurde er britischer Staatsbürger, zog aber 1752 nach Südfrankreich. 1753 war er in Neapel und später in Paris, wo er sich mit dem Brückenbauer Jean Rodolphe Peronnet befreundete, dessen Familie ebenfalls aus Vevey stammte. Er hinterließ Peronnet ein Modell der Westminster Bridge und Aufzeichnungen. Zeichnungen zur Gründung der Brücke (Caissons) finden sich in der Architecture hydraulique von Bernard de Bélidor (Band 4, 1752). Dieser bezeichnete die Brücke 1752 auch als großartigstes Bauwerk der Zeit. Bei Le Sage (Recueil de divers mémoires extrait de la Bibliothèque des Ponts et Chaussées, 1810) ist auch eine Abbildung einer von Labelye erfundenen Baumaschine zum Absägen von Holzpfählen unter Wasser.
Für seinen Todeszeitpunkt gibt es unterschiedliche Angaben (bis ins Jahr 1781), wahrscheinlich ist aber ein Tod 1762 in Paris aufgrund Meldungen in der englischen Presse. Es ist nicht bekannt, ob er verheiratet war und Kinder hatte.

## Schriften
- Charles Labelye: A Description of Westminster Bridge. W. Strahan, London 1751 (eingeschränkte Vorschau in der Google-Buchsuche).